# Avioth
Avioth is een gemeente in het Franse departement Meuse (regio Grand Est) en telt 115 inwoners (1999). De plaats maakt deel uit van het Kanton Montmédy in het arrondissement Verdun en ligt aan de Thonne.

## Geografie
| Aangrenzende gemeenten | Aangrenzende gemeenten | Aangrenzende gemeenten | Aangrenzende gemeenten | Aangrenzende gemeenten |
| ---------------------- | ---------------------- | ---------------------- | ---------------------- | ---------------------- |
|                        |                        | Breux                  |                        |                        |
|                        |                        |                        |                        |                        |
| Thonnelle              | Thonne-la-Long         |                        |                        |                        |
|                        |                        |                        |                        |                        |
|                        |                        | Montmédy               |                        |                        |

De onderstaande kaart toont de ligging van Avioth met de belangrijkste infrastructuur en aangrenzende gemeenten.

## Demografie
Onderstaande figuur toont het verloop van het inwonertal (bron: INSEE-tellingen).

## Basiliek

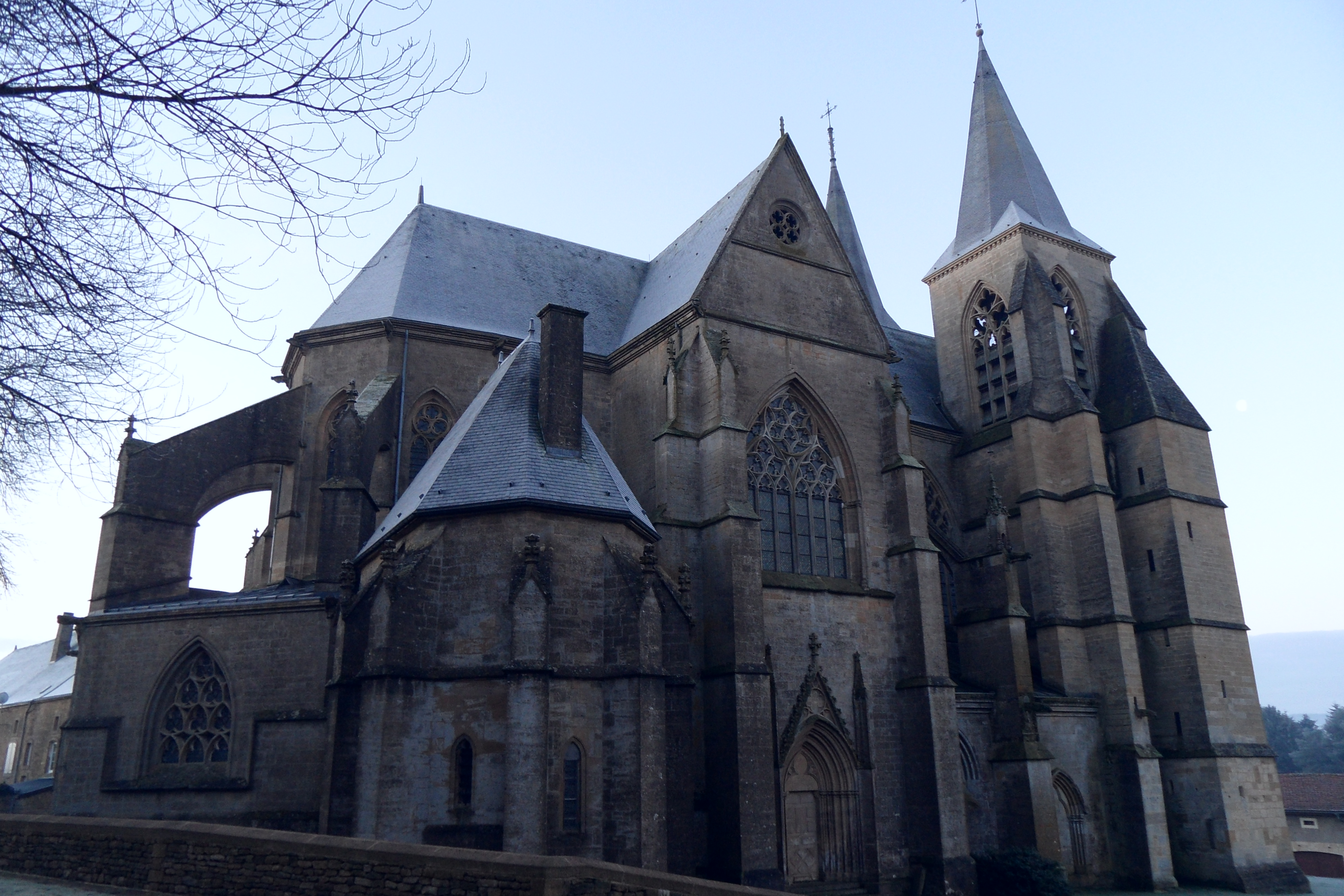
De basiliek van Avioth

Het kleine dorpje Avioth heeft een grote basiliek, de Notre Dame d'Avioth, met romaanse en gotische elementen. De reden hiervoor is dat de basiliek op de bedevaartsroute naar Santiago de Compostella ligt. De basiliek wordt jaarlijks door duizenden toeristen en bedevaartgangers aangedaan. De kerk, die dateert van rond 1250 werd in 1993 tot basilica minor verheven.
In de jaren 90 is er een grootscheepse restauratiecampagne gestart, die vanwege geldgebrek op een traag tempo plaatsvindt.